# Třída Diane (1930)
Třída Diane byla třída ponorek francouzského námořnictva. Celkem bylo postaveno devět jednotek této třídy. Francouzské námořnictvo je provozovalo v letech 1932–1944. Za druhé světové války jich bylo šest ztraceno. Ostatní byly roku 1944 převedeny do rezervy a po válce sešrotovány.

## Pozadí vzniku
Celkem bylo postaveno devět jednotek této třídy. První dvě byly objednány v rámci programu pro rok 1926, tři v programu pro rok 1927 a po dvou v programech pro roky 1928 a 1929. Svou konstrukcí a vlastnostmi byly blízké třídě Argonaute. Do stavby se zapojily dvě loděnice. Pět ponorek postavila loděnice Chantiers et Ateliers Normand v Le Havre a čtyři loděnice Ateliers et Chantiers de la Seine-Maritime (známá též jako Chantiers Worms) v Le Trait. Do služby byly přijaty v letech 1932–1934.
Jednotky třídy Diane:
| Jméno             | Loděnice                                   | Založení kýlu | Spuštěn            | Vstup do služby | Osud |
| ----------------- | ------------------------------------------ | ------------- | ------------------ | --------------- | --- |
| Diane (NN4)       | Chantiers et Ateliers Normand              | 1927          | 13. května 1930    | září 1932       | V letech 1940–1942 podřízena vládě ve Vichy. Dne 9. listopadu 1942 při operaci Torch v Oranu potopena vlastní posádkou.                           |
| Méduse (NN5)      | Chantiers et Ateliers Normand              | 1927          | 26. srpna 1930     | září 1932       | V letech 1940–1942 podřízena vládě ve Vichy. Dne 10. listopadu 1942 při operaci Torch poškozena spojeneckým letectvem a u Džadídy najela na břeh. |
| Antiope (Q160)    | Ateliers et Chantiers de la Seine-Maritime | 1928          | 19. srpna 1930     | říjen 1932      | V letech 1940–1942 podřízena vládě ve Vichy. Od prosince 1942 součást sil Svobodných Francouzů. Od roku 1944 v rezervě. Do šrotu 1946.            |
| Amphitrite (Q159) | Chantiers et Ateliers Normand              | 1928          | 20. prosince 1930  | červen 1933     | V letech 1940–1942 podřízena vládě ve Vichy. Dne 8. listopadu 1942 při operaci Torch v Casablance potopena spojeneckými plavidly a letectvem.     |
| Amazone (Q161)    | Ateliers et Chantiers de la Seine-Maritime | 1928          | 28. prosince 1931  | říjen 1933      | V letech 1940–1942 podřízena vládě ve Vichy. Od prosince 1942 součást sil Svobodných Francouzů. Od roku 1944 v rezervě. Do šrotu 1946.            |
| Orphée (Q163)     | Chantiers et Ateliers Normand              | 1928          | 10. listopadu 1931 | červen 1933     | V letech 1940–1942 podřízena vládě ve Vichy. Od prosince 1942 součást sil Svobodných Francouzů. Od roku 1944 v rezervě. Do šrotu 1946.            |
| Oréade (Q164)     | Ateliers et Chantiers de la Seine-Maritime | 1928          | 23. května 1932    | prosinec 1933   | V letech 1940–1942 podřízena vládě ve Vichy. Dne 8. listopadu 1942 při operaci Torch v Casablance potopena spojeneckými plavidly a letectvem.     |
| La Sibylle (Q175) | Ateliers et Chantiers de la Seine-Maritime | 1930          | 28. ledna 1932     | prosinec 1934   | V letech 1940–1942 podřízena vládě ve Vichy. Dne 11. listopadu 1942 při operaci Torch u Casablanky omylem potopena německou ponorkou U 173.       |
| La Psyché (Q174)  | Chantiers et Ateliers Normand              | 1930          | 4. srpna 1932      | prosinec 1933   | V letech 1940–1942 podřízena vládě ve Vichy. Dne 8. listopadu 1942 při operaci Torch v Casablance potopena spojeneckými plavidly a letectvem.     |

## Konstrukce

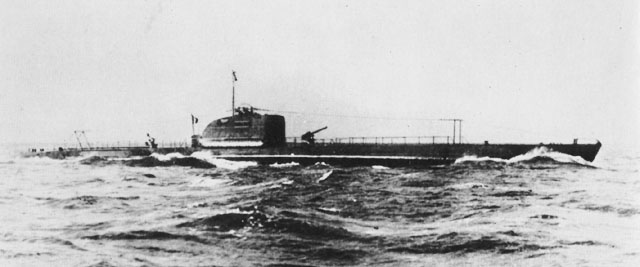
Diane

Ponorky měly dvoutrupou koncepci. Tři 550mm torpédomety byly příďové uvnitř tlakového trupu, dva 550mm torpédomety byly externí otočné a poslední šestý 550mm torpédomet pevný externí na zádi. Celkem bylo neseno sedm torpéda této ráže. Dále nesly dva externí 400mm torpédomety bez možnosti přebití. Hlavňovou výzbroj tvořil jeden 75mm kanón a jeden 8,8mm kulomet. Pohonný systém tvořily dva diesely Normand-Vickers o výkonu 1400 bhp a dva elektromotory o výkonu 1000 bhp, pohánějící dva lodní šrouby. Nejvyšší rychlost dosahovala čtrnáct uzlů na hladině a devět uzlů pod hladinou. Dosah byl 4000 námořních mil při rychlosti deset uzlů na hladině a 82 námořních mil při rychlosti pěti uzlů pod hladinou. Operační hloubka ponoru dosahovala 80 metrů.

### Modifikace
V letech 1943–1944 na přeživších ponorkách kulomet nahradil protiletadlový 20mm kanón Oerlikon.